# J. D. Pardo
Jorge Daniel Pardo (Los Angeles, 7 settembre 1980) è un attore e modello statunitense.

## Carriera
Nato per la precisione nel quartiere Panorama City da padre argentino e madre salvadoregna, J.D. Pardo ha interpretato il personaggio di Nahuel in The Twilight Saga: Breaking Dawn - Parte 2. Ha anche interpretato il personaggio di Nate/Jason nella serie tv Revolution dell'emittente televisiva NBC.

## Filmografia parziale

### Cinema
- A Cinderella Story, regia di Mark Rosman (2004)
- The Burning Plain - Il confine della solitudine (The Burning Plain), regia di Guillermo Arriaga (2008)
- The Twilight Saga: Breaking Dawn - Parte 2 (The Twilight Saga: Breaking Dawn - Part 2), regia di Bill Condon (2012)
- Snitch - L'infiltrato (Snitch), regia di Ric Roman Waugh (2013)
- Fast & Furious 9 - The Fast Saga (F9: The Fast Saga), regia di Justin Lin (2021)
- The Contractor, regia di Tarik Saleh (2022)
- Hypnotic, regia di Robert Rodriguez (2023)
- Road House, regia di Doug Liman (2024)

### Televisione
- Tutto in famiglia (My Wife and Kids) – serie TV, episodio 2x04 (2001)
- American Dreams – serie TV, 11 episodi (2004)
- Clubhouse – serie TV, 10 episodi (2004-2005)
- Veronica Mars – serie TV, episodio 1x12 (2005)
- CSI: Miami – serie TV, episodio 4x13 (2006)
- The O.C. – serie TV, 3 episodi (2006)
- Standoff – serie TV, episodio 1x10 (2006)
- Hidden Palms – serie TV, 4 episodi (2007)
- Drive – serie TV, 6 episodi (2007)
- 90210 – serie TV, episodi 3x07, 3x10 (2010)
- Human Target – serie TV, episodio 2x03 (2011)
- CSI: NY – serie TV, episodio 7x11 (2011)
- Revolution – serie TV, 40 episodi (2012-2014)
- The Messengers – serie TV, 13 episodi (2015)
- East Los High – serie TV, 19 episodi (2015-2017)
- S.W.A.T. – serie TV, episodio 1x13 (2017)
- Mayans M.C. – serie TV, 40 episodi (2018-2023)
- The Terminal List - serie TV, (2022-)
- High Potential – serie TV, episodi 1x06-1x07 (2024-in produzione)
- Untamed – serie TV, 2 episodi (2025)

## Doppiatori italiani
Nelle versioni in italiano delle opere in cui ha recitato, J. D. Pardo è stato doppiato da:
- Andrea Mete in The Burning Plain - Il confine della solitudine, The Messengers, Untamed
- Francesco Venditti in The Terminal List, Road House, High Potential
- Fabrizio De Flaviis in CSI: Miami, The Contractor
- Sacha De Toni in Revolution, Mayans M.C.
- David Chevalier in Tutto in famiglia
- Mirko Mazzanti in The O.C.
- Stefano Crescentini in Hidden Palms
- Francesco Pezzulli in CSI: NY
- Flavio Aquilone in The Twilight Saga: Breaking Dawn - Parte 2
- Gianfranco Miranda in Snitch - L'infiltrato
- Riccardo Scarafoni in Fast & Furious 9 - The Fast Saga
- Federico Talocci in Hypnotic